# アブデルハミド・エル・カウタリ
アブデルハミド・エル・カウタリ（Abdelhamid El Kaoutari 、1990年3月17日 - ）は、フランス・モンペリエ出身のプロサッカー選手。モロッコ代表。ポジションは、ディフェンダー。

## 経歴

### クラブ
地元クラブであるモンペリエHSCのアカデミーで育成され、2008年5月のFCグーニョン戦でトップチームデビュー。
2015年7月、セリエAのUSチッタ・ディ・パレルモに移籍、4年契約を結んだ。
2016年2月1日、リーグ・アンのスタッド・ランスに半年間の契約でレンタル移籍。
2016年8月、今度は買取オプション付きのレンタルでSCバスティアに加入。
2019年1月、ASナンシーに移籍。

### 代表
U19年代まではフランス代表に選出され、UEFA U-17欧州選手権2007、UEFA U-19欧州選手権2009などに出場した。
U23年代からモロッコ代表に変更し、ロンドンオリンピックに出場した。

## タイトル
モンペリエ
- リーグ・アン（1）：2011-2012